# Primăvara de la Praga

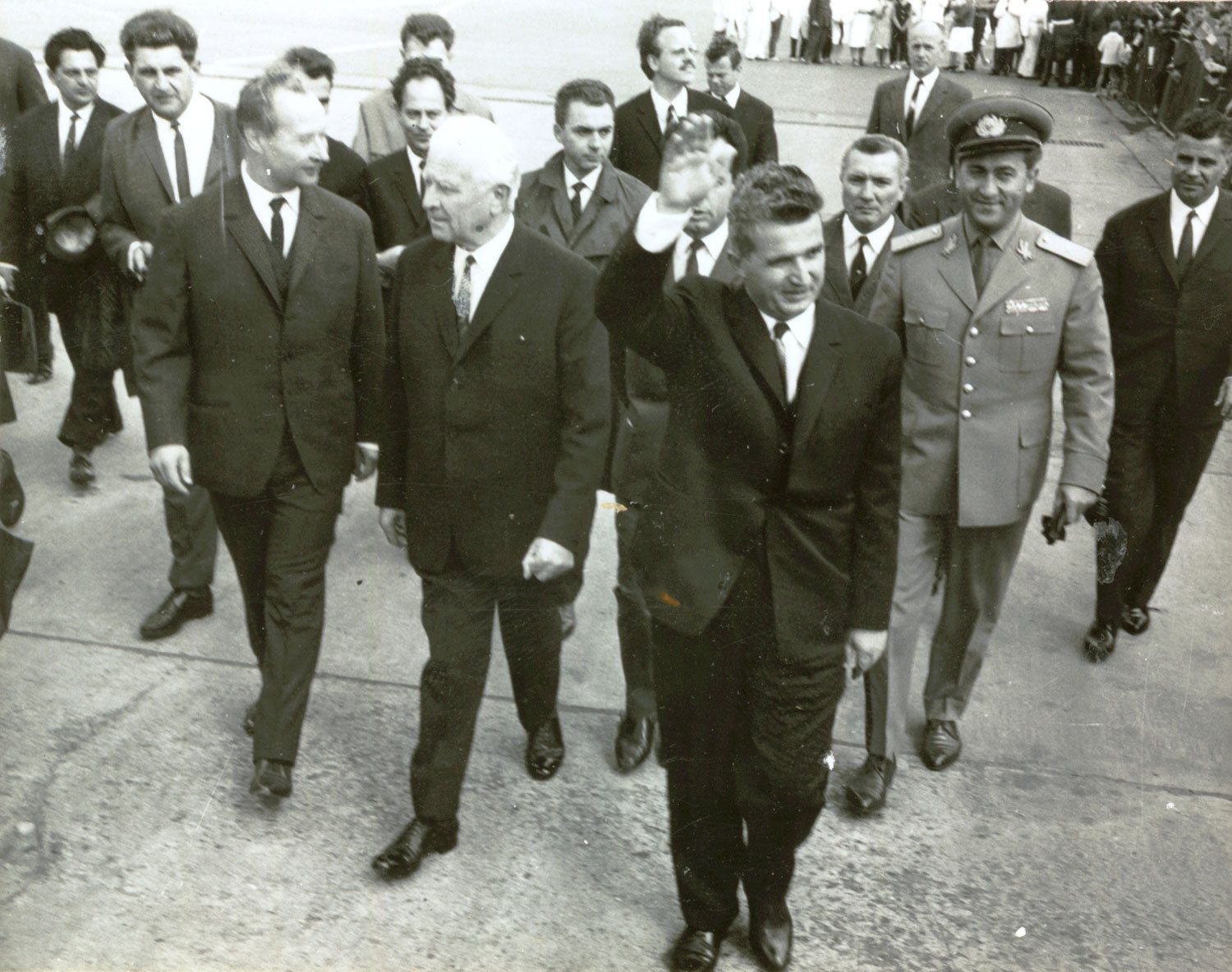
Alexander Dubcek (în primul rând, față stânga), în 1968, într-o vizită în România. În mijloc se află Ludvík Svoboda, precum și Nicolae Ceaușescu (dreapta față). Nicolae Ceaușescu a devenit celebru pentru că a condamnat vehement invazia din Cehoslovacia a Pactului de la Varșovia.

Primăvara de la Praga (în cehă Pražské jaro, în slovacă Pražská jar) a fost o perioadă de libertate politică din Cehoslovacia, care a început în primăvara anului 1968, atunci când a venit la putere Alexander Dubček și a durat până în 20 august, același an, când a avut loc invazia Cehoslovaciei de către statele Pactului de la Varșovia, cu excepția RPS Albania și a Republicii Socialiste România.

## Reformele din primăvară
La 12 mai 1968 cehii și slovacii ar fi trebuit să comemoreze moartea compozitorului Bedřich Smetana, în onoarea căruia se organiza festivalul "Primăvara de la Praga". Curând numele festivalului a ajuns să fie dat mișcării în favoarea intereselor naționale, potrivnică Uniunii Sovietice.
La începutul anilor '60 Republica Socialistă Cehoslovacă a trecut printr-o perioadă de criză economică, care a dus la înlocuirea lui Antonín Novotný de la conducerea Partidului Comunist din Cehoslovacia. Rămas fără susținere în cadrul CC al PCC, Novotny a fost nevoit să demisioneze, la 4 ianuarie 1968, din funcția de prim-secretar al partidului și de președinte al Republicii. Locul său a fost luat de Alexander Dubček, care avea sprijinul comuniștilor reformiști.
Dubček a lansat în aprilie un program de liberalizări și reforme care includeau, printre altele, o libertate mărită a presei și posibilitatea unei guvernări multipartinice. Acest program includea, de asemenea, planuri pentru o federalizare a Cehoslovaciei în două națiuni cu drepturi egale.
Deși programul prevedea clar că aceste reforme trebuiau să aibă loc sub conducerea Partidului Comunist, presiunile populare au condus la implementarea imediată a unor reforme. Au apărut, astfel, o serie de acțiuni radicale pentru acea perioadă: în presă au apărut declarații antisovietice; Social Democrații au început formarea unui partid separat; au fost create noi cluburi politice independente. Membrii conservatori ai Partidului Comunist au cerut măsuri represive imediate, dar Dubček a preferat o conducere moderată a partidului, anunțând că la Congresul Partidului din luna septembrie vor fi încorporate în statutul partidului planurile unei legi de federalizare și va fi ales un nou Comitet Central.
Ludvík Vaculík, un membru important al Partidului Comunist și candidat la Comitetul Central, a publicat pe 27 iunie un manifest intitulat „Două Mii de Cuvinte”. Acesta exprima îngrijorarea privind acțiuni ale unor elemente conservative din Partidul Comunist și a unor forțe "exterioare". Manevre militare de exercițiu ale membrilor Pactului de la Varșovia avuseseră loc în Cehoslovacia, la sfârșitul lui iunie. Vaculík a cerut populației să ia inițiativă în implementarea programului de reforme. Dubček, Președinția Partidului, Frontul Național și cabinetul au denunțat cu tărie manifestul.
In opinia dramaturgului Vaclav Havel, el însuși participant activ la evenimente, cursul radical al mișcării politice de la 1968 "nu a fost rezultatul vreunui program clar ori al unei voințe neechivoce, ci o manifestare a unei super-presiuni sociale care a găsit o ocazie prielnică." Luați de "val", comuniștii cehoslovaci erau siguri că sovieticii vor fi de acord cu reforma din Cehoslovacia.

## Negocierile cu sovieticii
Leonid Brejnev și conducerea țărilor din Pactul de la Varșovia (cu excepția României), erau îngrijorați din cauza reformelor lui Dubček, pe care le priveau ca acțiuni ce slăbeau poziția Blocului Comunist în plin Război Rece.
Conducerea sovietică a încercat să oprească sau să limiteze schimbările din Cehoslovacia printr-o serie de negocieri. Discuții bilaterale au avut loc în iulie la Čierna nad Tisou, în apropierea graniței slovaco-sovietice. La discuții, Dubček a susținut programul aripii reformiste a Partidului Comunist din Cehoslovacia, reafirmându-și, în același timp, adeziunea la Pactul de la Varșovia și COMECON. Conducerea Partidului Comunist Cehoslovac era, însă, împărțită între reformatori (Josef Smrkovský, Oldřich Černík și František Kriegel) care îl sprijineau pe Dubček, și conservatori (Vasil Biľak, Drahomír Kolder și Oldřich Švestka) care au adoptat o poziție anti-reformă.
Pe 3 august, reprezentanții statelor Uniunea Sovietică, RDG, Polonia, Ungaria, Bulgaria și Cehoslovacia s-au întâlnit la Bratislava, unde au semnat Declarația de la Bratislava. Aceasta reafirma atașamentul nemăsurat față de doctrina marxist-leninistă și declara război împotriva ideologiei "burghezo-moșierești" și a tuturor forțelor "antisocialiste". Uniunea Sovietică și-a declarat intenția de a interveni în orice țară a Pactului de la Varșovia, dacă se va stabili un sistem burghez multipartinic.
Politica Uniunii Sovietice de a cere guvernelor socialiste ale statelor-satelit să își subordoneze propriile interese naționale intereselor Blocului Comunist (prin acțiuni militare, dacă era necesar) a devenit cunoscută sub numele de Doctrina Brejnev.

## Ocupația

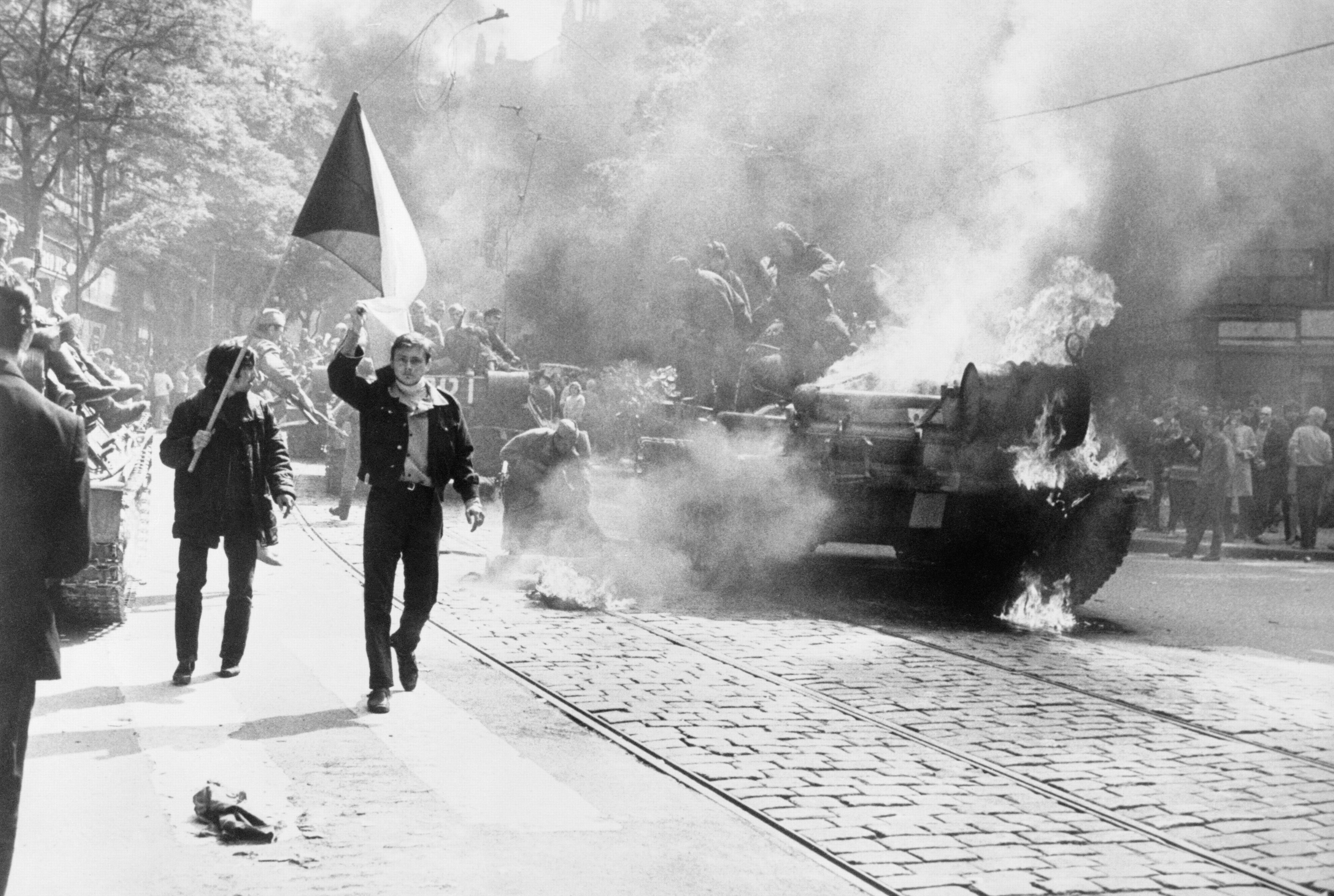
Tancuri sovietice în timpul invaziei trupelor Pactului de la Varșovia din Cehoslovacia

În final, sovieticii, fiind nesatisfăcuți de reformele cehoslovace, au pus în practică invazia țării.  În noaptea de 20-21 august 1968, forțe militare din Uniunea Sovietică, RDG, Polonia, Ungaria și Bulgaria au invadat Cehoslovacia. Între 5.000 și 7.000 de tancuri sovietice au ocupat străzile, ele fiind acompaniate de un număr mare de trupe (estimat la o cifră între 200.000 și 600.000 de soldați). 	
Pe durata atacului armat, 72 de cehi și slovaci au fost uciși și sute au fost răniți. Alexander Dubček a cerut populației să nu opună rezistență armată. El a fost arestat și dus la Moscova (împreună cu alți membri de partid susținători) într-un avion militar sovietic. 	 
Ocupația a provocat un val masiv de emigrație (estimat la 70.000 de oameni, imediat, și 300.000, în total), în general, oameni cu o înaltă calificare tehnică, cărora țările vestice le-au permis șederea și unde s-au integrat fără probleme. 	 

### Scrisoarea de invitație
În noaptea invaziei 'Prezidiumul Cehoslovac' a declarat că trupele invadatoare au intrat în țară fără cunoștința Cehoslovaciei. Imediat după intervenție, a fost convocat în secret al 14-lea congres de partid și aici s-a subliniat faptul că nimeni nu a cerut intervenția. Cu toate acestea ziarele centrale sovietice au publicat o cerere nesemnată, care se pretindea că ar fi fost trimisă de Cehoslovacia prin care s-ar fi solicitat "asistență imediată, inclusiv armată".

### Reacții în Cehoslovacia
Opoziția populației a fost exprimată prin numeroase acte de rezistență nonviolentă. În Praga și alte orașe, cehi și slovaci au întâmpinat soldații Pactului de la Varșovia cu argumente și reproșuri. Invadatorilor li s-a refuzat orice ajutor sau asistență, inclusiv mâncare și apă. Pancarte și graffiti pe pereți sau străzi denunțau invadatorii, liderii sovietici și colaboratorii suspectați. Peste tot erau purtate fotografii ale lui Dubček și Svoboda. 	 
Rezistența întâmpinată a determinat Uniunea Sovietică să abandoneze planurile inițiale de a-l elimina pe Dubček. El a fost arestat și dus la Moscova pentru negocieri. Cu această ocazie, s-a stabilit că Dubček își va putea păstra funcțiunile în cadrul Partidului Comunist și că se va continua un program de reforme moderate. 	 
Pe 16 ianuarie 1969, studentul Jan Palach și-a dat foc în Piața Wenceslav (Václavské náměstí) din Praga, în semn de protest față de noua suprimare a liberei exprimări. În aprilie 1969, Dubček a fost înlocuit din funcția de Prim Secretar cu Gustáv Husák. Husák a anulat reformele lui Dubček și a curățat partidul de membrii cu vederi reformiste.

### Reacții în lume
Țările democratice s-au rezumat la a critica invazia, ele nefiind în poziția de a provoca forțele militare sovietice din Europa Centrală, în mijlocul Războiului Rece. O reacție mai vizibilă a avut loc în România comunistă, unde Ceaușescu, opozant ferm al influențelor sovietice și susținător declarat al lui Dubček, a ținut în ziua invaziei un discurs public la București, unde a criticat politica sovietică în termeni neobișnuit de duri. Deși România a fost, pentru scurt timp, de aceeași parte a baricadei cu Josip Broz Tito, aceasta este o situație pur conjuncturală (Ceaușescu fiind, dinainte, un oponent al principiului Socialism cu fața umană). Opoziția a consolidat însă imaginea României în Occident pentru următoarele decade, mai ales după ce Ceaușescu a încurajat populația să lupte pentru a nu avea manevre similare în România: îndemnul său a primit un răspuns inițial extrem de entuziast, multe persoane care nu aveau deloc convingeri comuniste au dorit să se înroleze în nou formatele Gărzi Patriotice paramilitare. 
RDG acuza liderii cehi că au pactizat cu imperialiștii și că făceau jocul celor de la Bonn. Și în celelalte state comuniste se conturau situații similare, în care grupări susținând societatea civilă să precumpănească forțele conservatoare în cadrul partidelor comuniste, tinzând să deturneze cursul evenimentelor și astfel să puna în pericol socialismul în Cehoslovacia.
În Finlanda, țară cu o puternică influență sovietică la acea dată, ocupația a provocat un imens scandal. Partidul Comunist din Finlanda a denunțat ocupația, la fel ca Partidul Comunist Italian și cel francez. Președintele Finlandei, Urho Kekkonen, a fost primul politician vestic care a vizitat, oficial, Cehoslovacia după august 1968, fiind întâmpinat cu cele mai mari onoruri cehoslovace de către președintele Ludvík Svoboda, pe 4 octombrie 1969.
Occidentul nu a acordat nici un sprijin semnificativ reformiștilor cehi. Gomulka sublinia că ceea ce lega cele trei state reformiste (Iugoslavia, România și Cehoslovacia) era orientarea pro-vestică, dorința de a se rupe de blocul comunist și de a crea un fel de alianță specială intre ele. Se mai spunea că, deocamdată, nu era un pericol de contrarevoluție în Cehoslovacia.  Într-o declarație făcută în mai, Kadar îi acorda încredere lui Dubcek. Gomulka era convins de faptul că Cehoslovacia se va transforma într-o republică burgheză și solicita instalarea de trupe sovietice pe teritoriul acesteia. Apar atacuri în presă contra Cehoslovaciei din partea Poloniei și a RDG.  În primăvara lui 1968 au existat unele divergențe și în rândul conducerii sovietice. Primul ministru sovietic, Kosâghin, este mai îngăduitor față de situație decât Brejnev și Potgornâi.

## Urmări
Aceste evenimente au adâncit și mai mult deziluziile multor persoane vestice cu vederi de stânga, care aveau simpatii pentru doctrina lui Lenin, contribuind astfel la dizolvarea unor grupări de stânga. 	 
O decadă mai târziu, Primăvara de la Praga a împrumutat numele său unei perioade similare de liberalizare politică din China, perioadă cunoscută drept Primăvara de la Beijing. În parte, evenimentul a influențat și Primăvara din Croația, în Iugoslavia.
Biserica Greco-Catolică din Slovacia a fost relegalizată în contextul Primăverii de la Praga, iar celor 292 de parohii de rit bizantin le-a fost permisă opțiunea afilierii față de Moscova sau față de Roma. 205 din cele 292 de parohii bizantine din Cehoslovacia au optat pentru comuniunea cu Roma. Cu toate acestea, Bisericii Greco-Catolice din Slovacia nu i-a fost permisă formarea de noi preoți în cadrul unui seminar teologic, acest drept fiindu-i acordat de-abia după Revoluția de catifea, prin înființarea Facultății de Teologie și a seminarului din Prešov.